# Instituto Psicoanalítico de Berlín

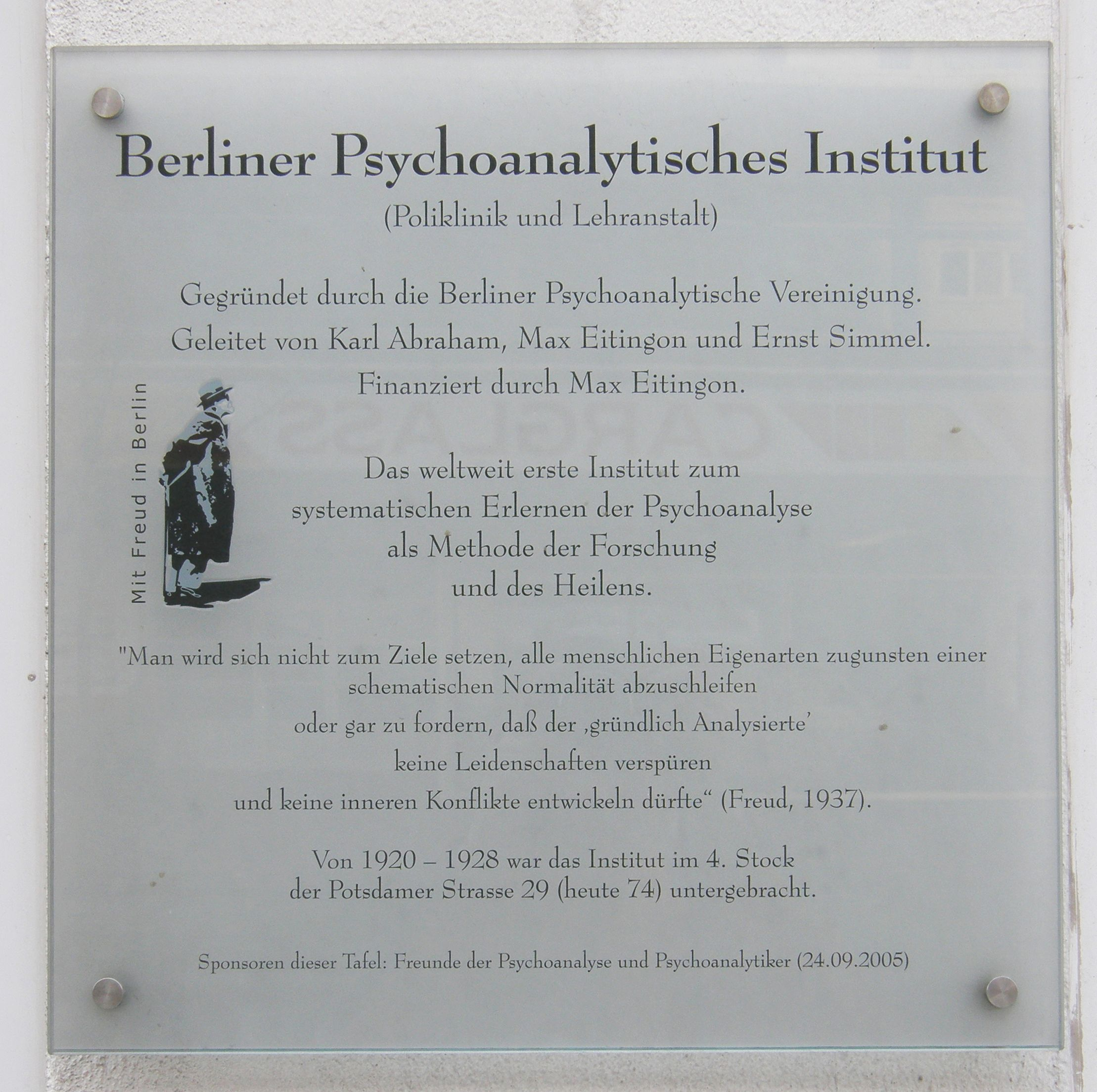
Placa conmemorativa en la calle Postdamer Straße del barrio berlinés Tiergarten, donde se encontraba el Instituto Psicoanalítico de Berlín.

El Instituto Psicoanalítico de Berlín fue fundado en 1920 para fomentar el estudio, la práctica y el ejercicio del psicoanálisis. Sus miembros fundadores fueron Karl Abraham y Max Eitingon. Desde 1970, cuando el instituto celebró el cincuentenario de su fundación, lleva además el nombre de Instituto Karl Abraham.

## Origen y desarrollo hasta 1933: policlínico y centro de formación
En su ponencia ante el congreso de psicoanálisis celebrado en Budapest en septiembre de 1918 Sigmund Freud había anunciado un tiempo futuro en el que el psicoanálsis ya no fuese solo un tratamiento exclusivo para las clases sociales altas. En febrero de 1920 se inauguró en Berlín el Policlínico Psicoanalítico, como segundo policlínico de este tipo en el mundo. La existencia de este policlínico hacía posible el acceso de los más pobres al tratamiento psicoanalítico. Su financiamiento en buena medida estuvo a cargo de Max Eitingon. Cualquiera podía acercarse al instituto en los horarios de atención para las primeras entrevistas. Eitingon tomaba la decisión final sobre la aceptación de un paciente para iniciar el tratamiento y lo derivaba a un analista específico.
Existían motivos no solo filantrópicos para establecer este policlínico. Schröter explica que Berlín se había convertido en un centro del psicoanálisis practicado por médicos. Dentro de la medicina, los policlínicos (las clínicas para personas con menos recursos económicos) eran al mismo tiempo centros de investigación y de formación.
En concomitancia con el surgimiento, tras la Primera Guerra Mundial, de una «fama mundial» del psicoanálisis aumentó también la demanda por tratamientos, y por lo tanto, hubo suficientes médicos que quisieron aprender psicoanálisis. «El Psicoanálisis à la Abraham cubrió una brecha en el mercado de la formación y atención médica a un alto nivel técnico»
En el policlínico, psicoanalizaban asistentes con contrato de trabajo regular,  «candidatos» (psicoanalistas en formación) y analistas extranjeros que se encontraban temporalmente en Berlín. Los casos más graves se derivaban con frecuencia a miembros de la Asociación Psicoanalítica de Berlín, para quienes regía la «ley no escrita» de atender a un paciente sin cobrarle honorarios.
En 1923 se logró finalmente extender la labor del policlínico y «ampliarlo hasta transformarlo en aquel instituto que desde el comienzo nos imaginábamos". Si se excluye el instituto de Budapest que funcionó en 1919 solo por un período breve de tiempo, el Instituto psicoanalítico de Berlín fue el primer instituto de formación de psicoanalistas del mundo, dentro de los marcos de la Asociación Psicoanalítica Internacional. De acuerdo con las normas de la formación, se exigía un estudio de medicina para ser aceptado en el instituto. Para el caso del psicoanálisis con niños regían ciertas excepciones.
Muchos miembros de la Asociación Psicoanalítica de Berlín «consideraban la necesidad de un análisis personal, dudaban, sin embargo, de revelar sus secretos a un psicoanalista de ese mismo lugar. Además la clínica recién fundada atrajo a algunos médicos que trabajaban allí y que querían paralelamente aprender psicoanálisis. En consecuencia, Hanns Sachs fue invitado a trasladarse de Viena a Berlín y especializarse en el análisis de psicoanalistas, ya establecidos y principiantes. Así se transformó en el primera analista didáctico"
El psicoanálisis didáctico era al comienzo gratuito, práctica que se abandonó a corto andar. Para los candidatos más necesitados, se financiaban los costos de los análisis didácticos como préstamo desde un fondo para becas. A ese fondo llegaba la parte de los aranceles de curso que le correspondían a los docentes debido a que habían renunciado a percibirlos. El pago de los tratamientos para los pacientes normales procedía sobre la base de la propia estimación. Aparte de esto, el instituto recibía dineros sobre la base de una contribución voluntaria de los analistas que ejercían. Los seguros de salud solo pagaban, si es que lo hacían, muy pocas horas de tratamiento. El instituto no percibía medios de financiamiento estatal.
A la comisión didáctica fundada en marzo de 1923 pertenecían Abraham, Eitingon, Karen Horney, Carl Müller-Braunschweig, Sachs und Ernst Simmel. «En 1924 se incorporó como 7º miembro Radó y en 1927, tras la defunción de Abrahams, se agregó Alexander". La comisión estableció «directrices para las clases y las actividades de formación». «El trabajo, que exigía mucho tiempo y tacto, de la entrevista previa oral y de la correspondencia con los postulantes a una plaza de formación, lo asumió desde siempre Eitington. En los últimos años lo apoyaron en esta tarea Karen Horney y Sándor Radó" Horney comentó al respecto: «En las primeras directrices faltaba por completo el concepto de 'aptitud personal', diversas situaciones han forzado a otorgarle justamente un peso especial
Tras la culminación del psicoanálisis didáctico, el programa de formación continuaba con un curso de dos años de duración para el que existió un «plan de estudios» obligatorio a partir del año 1927. Junto a la teoría especial de las neurosis, seminarios acerca de la teoría de Freud, seminarios acerca de la técnica y seminarios acerca de la técnica de la interpretación de los sueños, se contaban también entre los cursos obligatorios la aplicación del psicoanálisis a la literatura y el arte.
A partir de 1929 existió también un plan de estudios para pedagogos, maestros y educadores. Ellos no se sometían a un psicoanálisis didáctico, pero asistían a los cursos de introducción conjuntamente con los candidatos. Los cursos especiales para pedagogos fueron impartidos desde 1926 por Siegfried Bernfeld. Los candidatos avanzados discutían sobre los casos que atendían en el «Seminario técnico". Junto al programa docente regular había desde 1924 un así llamado Kinderseminar, organizado por Otto Fenichel y Harald Schultz-Hencke. Allí se reunían los analistas más jóvenes para desarrollar discusiones informales.
Desde 1929 existió un círculo de psicoanalistas marxistas en el instituto (Bernfeld, Fenichel, Erich Fromm, Edith Glück-Gyoömröi, Edith Jacobson, Barbara Lantos), al que se unió Wilhelm Reich en 1930. La fundación de grupos de trabajo inoficiales era también un signo del ánimo de pioneros que dominaba el ambiente incluso después de la muerte de Abraham.
Se intentaba alcanzar a un público más amplio a través de seminarios y charlas fuera del instituto, por ejemplo para educadoras de párvulos, juristas y médicos generales.

### Aspectos científicos centrales
Freud señaló que una de las tareas del instituto era la ampliación del conocimiento sobre las enfermedades neuróticas y el perfeccionamiento de la técnica terapéutica a través su la aplicación y puesta a prueba bajo nuevas condiciones. Llamó la atención de Fenichel que entre el material de consulta en general parecían disminuir progresivamente las formas clásicas de la neurosis. No resultó posible disminuir la duración de los análisis. Se hizo la experiencia, según Eitingon, de que los caminos alternativos que aparentemente acortaban el tratamiento, la mayoría de las veces solo ofrecían una garantía, a saber, errar en el objetivo principal.
Los escritos de Freud sobre la psicología del yo fueron discutidos por una serie de docentes del instituto con particular intensidad.
La apertura del instituto a diversos campos de la práctica tuvo su expresión en la fundación de distintos grupos de trabajo. Franz Alexander formó junto al abogado penalista Hugo Staub un «grupo de trabajo en criminalística».

### Importancia para la historia del psicoanálisis
En el instituto berlinés, junto a los psicoanalistas ya antes nombrados, trabajaron también Theodor Reik y Melanie Klein. Ernst Simmel fundó en 1927 el Sanatorium Schloss Tegel, la primera clínica psicoanalítica del mundo.
El Instituto Psicoanalítico de Berlín se transformó en los años '20 en un centro del psicoanálisis con trascendencia internacional. A su atractivo aportaba también el hecho de que en Alemania (por el contrario que en Austria) regía libertad de elección de técnicas de tratamiento para la práctica profesional en el área de salud. En el instituto de Berlín se practicó por primera vez la formación psicoanalítica basada en un modelo de tres pilares (cursos teóricos, psicoanálisis didáctico, tratamiento de los primeros pacientes bajo supervisión («análisis de control»), que más tarde se transformó en un estándar internacional. Tras una pasantía de un año en Berlín, Helene Deutsch formó el Instituto de Viena de Psicoanálisis (didáctico), siguiendo el modelo del Instituto Psicoanalítico de Berlín. «A comienzos de los años '30 – antes e independientemente de la toma del poder por Hitler - EE. UU. reclutó a personajes clave que constituían la fuerza de sustento de la formación berlinesa para que hicieran resaltar su Knowhow en la creación de institutos de formación en Chicago (Alexander y Horney), Nueva York (Radó) y Boston (Sachs)».

Aparte de algunos pocos médicos socialistas, el gremio de la medicina en Alemania tenía una posición cerrada frente a nuevos desarrollos. […] Pero – bastante extraño – los propios psicoanalistas deseaban reconocimiento. Querían establecerse como parte de la profesión médica y creían que, para alcanzar esta meta, tenían que tener clínicas, escuelas y asociaciones profesionales. Las instituciones psicoanalíticas habían sido hasta allí instituciones bastante oscuras.
Siegfried Bernfeld

Freud rechazó explícitamente una «incorporación del psicoanálisis a la medicina». El psicoanálisis era para él una ciencia básica. «Por razones prácticas - también en nuestras publicaciones hemos adoptado el hábito de separar el análisis médico de las aplicaciones del análisis. Eso no es correcto. En realidad, la línea fronterita corre entre el psicoanálisis científico y sus aplicaciones en los ámbitos médico y no médico.» El enfoque de Abraham, por el contrario, fue desde un comienzo marcado por la medicina, la integración de miembros no médicos a la Asociación Psicoanalítica de Berlín constituía una excepción. Así, el instituto de Berlín contribuyó de manera esencial a la «medicinización» del psicoanálisis. Aun cuando hoy sí se admiten para la formación como analistas a los no médicos, se mantiene la unilateralidad (al menos desde el punto de vista de Freud) de la orientación a la terapia.
Si acaso la formalización de la formación en psicoanálisis en el aspecto clínico ha traído o no ventajas es un tema controvertido.

## 1933–1945
Durante la quema de libros de 1933 en Alemania también se quemaron públicamente escritos de Sigmund Freud: El 10 de mayo de 1933 en la plaza de la ópera de Berlín («Opernplatz») bajo la consigna de  «¡Contra la sobreestimación de la vida pulsional, por la nobleza del alma humana! Entrego a las llamas los escritos de Sigmund Freud.» El que a pesar de ello se siguiera practicando el psicoanálisis (aunque en una forma muy limitada) durante el período de la Alemania nazi ocurre gracias al hecho de que a esas alturas los organismos estatales también habían reconocido su utilidad. También es gracias a la ambición y amplia disposición a aceptar compromisos de los funcionarios alemanes no judíos, así como también a las relaciones familiares de Matthias Heinrich Göring. Pero además, grecias a la posición de Freud, quien al menos no opuso veto al proceder ni de los funcionarios alemanes y ni al actuar de Ernest Jones.
No estaba permitido a los judíos, según las nuevas reglas de 1933, pertenecer a los directorios de sociedades científicas. Eitingon renunció en noviembre de 1933 y emigró a Palestina. La mayoría de los analistas emigraron a Austria o a EE. UU.. El directorio de la Asociación Psicoanalítica Alemana (Deutsche Psychoanalytische Gesellschaft, DPG) quedó integrada ahora por Felix Boehm y Carl Müller-Braunschweig. Con la publicación de su artículo Psychoanalyse und Weltanschauung en el semanario nacionalsocialista Reichswart, Müller-Braunschweig intentó entusiasmar a los nazis con el psicoanálisis.
En 1935 los miembros judíos fueron animados a renunciar «voluntariamente» a la Asociación Psicoanalítica Alemana (DGP).
Los restos del IPB fueron incorporados al nuevo Instituto Alemán de Investigación Psicológica y Psicoterapia (Institut für psychologische Forschung und Psychotherapie) que luego se ha conocido como «Göring-Institut». Allí trabajaron también Müller-Braunschweig, Harald Schultz-Hencke y Werner Kemper. En 1938 la DPG fue disuelta.
Edith Jacobson se comprometió en el trabajo de la Resistencia, fue detenido en 1935 y pudo huir en 1938. El psicoanalista y luchador de la resistencia John Rittmeister fue detenido el 27 de september de 1942 y ejecutado el 13 de mayo de 1943.

## Después de 1945
Kemper y Schultz-Hencke fundaron inmediatamente, en mayo de 1945, el Institut für Psychopathologie und Psychotherapie (Instituto de Psicopatología y Psicoterapia). En la opinión de Müller-Braunschweig, Schultz-Hencke se apresuró a hacerlo, sin  «ponerse de acuerdo con los colegas mayores y con más experiencia y deliberar en conjunto con ellos sobre el futuro de la causa psicoterapéutica en Alemania o mejor dicho, en Berlín. En marzo de 1946 Kemper y Schultz-Hencke fundaron el Zentralinstitut für psychogene Erkrankungen der Versicherungsanstalt Berlin (Instituto Central de Enfermedades Psicógenas de la Compañía de Seguros de Berlín). Con ello los terapeutas no médicos fueron reconocidos por las más importantes instituciones de seguro social de Berlín.
Schultz-Hencke debido a sus discrepancias con el psicoanálisis clásico tenía prohibición de enseñar en el instituto desde antes de 1933, se negaba, sin embargo, a retirarse de la Asociación Psicoanalítica Alemana. «Müller-Braunschweig era crecientemente desvalorizado por Schultz-Hencke, quien contaba con más reconocimiento social. Los conflictos entre ambos, personales, teóricos e institucionales se agudizaron». Finalmente Müller-Braunschweig fundó en junio de 1950, junto a unos pocos colaboradores la Deutsche Psychoanalytische Vereinigung (DPV). Esta asociación fue incorporada a la Asociación Psicoanalítica Internacional (IPA). El instituto dirigido por Müller-Braunschweig se mantuvo pequeño. Desde 1950 hasta 1970 se formaron 34 psicoanalistas, en 1966 se inauguró una sección de policlínico.
Schultz-Hencke falleció en 1953, Müller-Braunschweig en 1958. La DPG y la DPV existen hasta hoy como asociaciones independiantes, que sin embargo cooperan entretanto. La DPG fue incorporada recién en 2001 a la Asociación Psicoanalítica Internacional. En el sitio web de la DPG se habla de la «Vergüenza y decepción por la falta de una línea moral íntegra de muchos miembros de la DGP en el tiempo del nacionalsocialismo».